# Сичик-горобець блідий
Си́чик-горобе́ць блідий (Glaucidium hoskinsii) — вид совоподібних птахів родини совових (Strigidae). Ендемік Мексики. Раніше вважався конспецифічним з каліфорнійським сичиком-горобцем.

## Опис
Довжина птаха становить 15-17 см, вага 50-65 г. Самиці є дещо більшими за самців. Верхня частина тіла піщано-сірувато-коричнева. Потилиця, спині і, особливо, плечі поцятковані світлими плямками. Хвіст відносно довгий, на ньому є 5-6 світлих смуг. Нижня частина тіла білувата, поцяткована коричневими смужками. Лицевий диск слабо виражений, над очима помітні білі "брови". На потилиці є дві чорних з білими краями плями, що нагадують очі і слугують до відлякування і обману. Очі жовті, дзьоб і лапи жовті.

## Поширення і екологія
Бліді сичики-горобці мешкають на півдні Каліфорнійського півострова, від гір Сьєрра-де-ла-Лагуна на північ до гір Сьєрра-де-ла-Гіганта. Вони живуть в соснових і змішаних сосново-дубових лісах, на висоті від 1500 до 2100 м над рівнем моря. Взимку трапляються на висоті понад 500 м над рівнем моря. Живляться комахами та іншими безхребетними, дрібними ссавцями, плазунами і птахами. Гніздяться в дуплах дерев.